# Oedicladium subnitens
Oedicladium subnitens är en bladmossart som beskrevs av Iwatsuki 1979. Oedicladium subnitens ingår i släktet Oedicladium och familjen Myuriaceae. Inga underarter finns listade i Catalogue of Life.